# Phyllomacromia nigeriensis
Phyllomacromia nigeriensis är en trollsländeart som först beskrevs av Gambles 1971.  Phyllomacromia nigeriensis ingår i släktet Phyllomacromia och familjen skimmertrollsländor. IUCN kategoriserar arten globalt som otillräckligt studerad. Inga underarter finns listade i Catalogue of Life.